# Battaglia di Holkrans
La battaglia di Holkrans o Holkrantz fu una battaglia combattuta il 6 maggio 1902 in Sudafrica, durante la seconda guerra boera e durante la quale un esercito zulu dei abaQulusi distrusse l'accampamento di un commando Boer.

## Storia
Per porre fine alle incursioni operate dai boeri sul loro bestiame e sui loro raccolti, il capo degli abaQulusi, Sikhobobho, raccoglie un contingente e attacca l'accampamento di un commando Boer ai piedi della collina Holkrans. Gli Zulu attaccarono di notte e massacrarono i Boeri che persero 56 uomini su 73, mentre gli Zulu persero 52 guerrieri. Questa battaglia fu l'ultima famosa vittoria degli abaQulusi.